# Bahnstrecke Gärsnäs–Sankt Olof
| Bahnhof Sankt Olof |                      |                                                |                                                |
| Streckennummer: | GStOJ                |                                                |                                                |
| Streckenlänge: | 13,9 km              |                                                |                                                |
| Spurweite: | 1435 mm (Normalspur) |                                                |                                                |
| Maximale Neigung: | 12,5 ‰               |                                                |                                                |
| Minimaler Radius: | 300 m                |                                                |                                                |
| Streckengeschwindigkeit: | 50 km/h              |                                                |                                                |
| |                      |                                                |                                                |
| \| \| \| Bahnstrecke Tomelilla–Brösarp von Brösarp \| \| \| \| 122,57214 \| Sankt Olof \| Sankt Olof \| \| \| \| Bahnstrecke Tomelilla–Brösarp nach Tomelilla \| \| \| \| 10 \| Grönhult \| Grönhult \| \| \| \| Kiesgrube \| \| \| \| 7 \| Gyllebosjö \| Gyllebosjö \| \| \| 5 \| Gyllebo (ab 1978 Östra Vemmerlöv)[1] \| Gyllebo (ab 1978 Östra Vemmerlöv)[1] \| \| \| 3 \| Virrestad \| Virrestad \| \| \| \| Bahnstrecke Ystad–Simrishamn von Simrishamn \| \| \| \| 0 \| Gärsnäs \| Gärsnäs \| \| \| \| Bahnstrecke Ystad–Simrishamn nach Tomelilla \| \| \| \| \| Bahnstrecke Köpingebro–Gärsnäs nach Köpingebro \| \| \| \| \| \| \| \| Quellen: [2] \| \| \| \| |                      |                                                |                                                |
| Strecke |                      | Bahnstrecke Tomelilla–Brösarp von Brösarp      | Bahnstrecke Tomelilla–Brösarp von Brösarp      |
| Kopfbahnhof Strecke ab hier außer Betrieb | 122,57214            | Sankt Olof                                     | Sankt Olof                                     |
| Abzweig geradeaus und nach rechts (Strecke außer Betrieb) |                      | Bahnstrecke Tomelilla–Brösarp nach Tomelilla   | Bahnstrecke Tomelilla–Brösarp nach Tomelilla   |
| Bahnhof (Strecke außer Betrieb) | 10                   | Grönhult                                       | Grönhult                                       |
| Abzweig geradeaus und nach links (Strecke außer Betrieb) |                      | Kiesgrube                                      | Kiesgrube                                      |
| Haltepunkt / Haltestelle (Strecke außer Betrieb) | 7                    | Gyllebosjö                                     | Gyllebosjö                                     |
| Bahnhof (Strecke außer Betrieb) | 5                    | Gyllebo (ab 1978 Östra Vemmerlöv)              | Gyllebo (ab 1978 Östra Vemmerlöv)              |
| Haltepunkt / Haltestelle (Strecke außer Betrieb) | 3                    | Virrestad                                      | Virrestad                                      |
| Abzweig ehemals geradeaus und von links |                      | Bahnstrecke Ystad–Simrishamn von Simrishamn    | Bahnstrecke Ystad–Simrishamn von Simrishamn    |
| Bahnhof | 0                    | Gärsnäs                                        | Gärsnäs                                        |
| Abzweig ehemals geradeaus und nach rechts |                      | Bahnstrecke Ystad–Simrishamn nach Tomelilla    | Bahnstrecke Ystad–Simrishamn nach Tomelilla    |
| Strecke (außer Betrieb) |                      | Bahnstrecke Köpingebro–Gärsnäs nach Köpingebro | Bahnstrecke Köpingebro–Gärsnäs nach Köpingebro |
| |                      |                                                |                                                |
| Quellen: |                      |                                                |                                                |

Die Bahnstrecke Gärsnäs–Sankt Olof war eine schwedische Bahnstrecke in der damaligen Provinz Kristianstads län. Sie führte von Gärsnäs nach Sankt Olof, hatte eine Länge von 14 Kilometern und wurde von der Järnvägsaktiebolaget Gärsnäs–S:t Olof (GStOJ) in Normalspur gebaut. Die Strecke ist heute eine nicht mehr befahrene Museumsbahn.

## Geschichte
In den frühen 1880er Jahren wurde Gärds Härads Järnväg von Karpalund an der Kristianstad–Hässleholms Järnväg nach Degeberga gebaut. Ende der 1890er Jahre baute Östra Skånes Järnvägar eine Fortsetzung nach Brosarp und Ystad–Brösarps Järnväg plante und baute eine Bahnstrecke von Tomelilla nach Brösarp.

## Järnvägsaktiebolaget Gärsnäs–S:t Olof
In Ystad wurde am 27. Februar 1899 die Eisenbahngesellschaft Järnvägsaktiebolaget Gärsnäs–S:t Olof (GStOJ) gegründet und Aktien für 190.200 Kronen gezeichnet. Das Unternehmen übernahm ein Konzession, welche die Mitglieder des Stadtrates von Ystad am 9. September 1898 erhalten hatten.
Der Kapitän des Väg- och vattenbyggnadskåren C. Schmidt wurde mit der Ausarbeitung eines Kostenvoranschlages beauftragt. Es wurden einige Änderungen beschlossen, darunter, stärkere Schienen mit einem Metergewicht von 25 kg zu verwenden. Die Streckenführung wurde im Jahre 1899 von einer Länge von 12,4 km westlich des Gyllebosjön auf eine neue Trasse von 13,9 Kilometer Länge auf die Ostseite des Gyllebosjön verlegt. Mit diesen und weiteren Änderungen betrug der Kostenvorschlag 410.730 Kronen einschließlich Güterwaggons.
C. Schmidt wurde als Bauleiter bestimmt, die Bauarbeiten begannen im Januar 1900. Der Bau der Strecke wurde 1901 abgeschlossen, wurde aber bis zum 22. Juni 1902 nach einem Streit über den Anschluss in Gärsnäs an die Simrishamn–Tomelilla Järnväg und den Endkontrollen der Strecke im Dezember 1902 nicht eröffnet. Es wurden zwei Bahnhöfe entlang der Strecke sowie eine Drehscheibe in Sankt Olof gebaut. Die Gesamtkosten für den Bau betrugen 615.000 Kronen.

## Fahrzeuge
Die Bahngesellschaft kaufte zehn Güterwagen, die bei der Verkehrsaufnahme zur Verfügung standen. Lokomotiven, Personenwagen und Personal stellte auf Grund eines Verkehrsvertrages Ystad–Eslövs Järnvägsaktiebolag (YEJ).

## Verkauf an Ystad–Gärsnäs järnvägsaktiebolag
Die Gesellschaft hatte von Anfang an finanzielle Probleme und die Besitzer wollten sie verkaufen. Der Käufer war die in Ystad ansässige Ystad–Gärsnäs järnvägsaktiebolag, welche Järnvägsaktiebolaget Gärsnäs–S:t Olof am 1. September 1905 für 300.000 Kronen übernahm. Die zusammengeführten Bahnstrecken Köpingebro–Gärsnäs und Gärsnäs–Sankt Olof wurden schwedisch Ystad–Gärsnäs–S:t Olofs Järnväg genannt, während der Firmenname Ystad–Gärsnäs Järnvägsaktiebolag (YGJ) blieb.

## Ystad–S:t Olofs Järnvägsaktiebolag
Die Stadt Ystad, die einen großen Teil der Aktien in ihrem Besitz hatte, war ab dem 1. Februar 1929 alleiniger Eigentümer. Zu diesem Zeitpunkt wurde der Name des Unternehmens in Ystad–S:t Olofs Järnvägsaktiebolag (YGStOJ) geändert. Während der gesamten Zeit war die Bahnstrecke Teil des Konsortiums Trafikförbundet Ystads Järnvägar.

## Verstaatlichung
Im Zuge der allgemeinen Eisenbahnverstaatlichung verkaufte die Stadt Ystad die Gesellschaft an die schwedische Regierung, am 1. Juli 1941 übernahmen Statens Järnvägar den Betrieb.

## Stilllegung
Der Personenverkehr auf der Strecke endete am 1. Januar 1972, der Güterverkehr am 1. Februar 1972. Der Güterverkehr war bereits seit 1962 nur bei Bedarf durchgeführt worden. Die Strecke wurde nicht abgebaut, da sie der Museumsverein Skånska Järnvägar ab 1971 von der Staatsbahn gemietet hatte.

## Weitere Betriebsübergänge
Am 1. Juli 1994 kaufte die Gemeinde Simrishamn die Strecke. 2002 erwarb Skånska Järnvägar AB die Strecke von der Gemeindegrenze im Norden bis zum Bahnhofsbereich in Sankt Olaf. 2006 verkaufte der Verein für Straßenbaumaßnahmen eine kurze Strecke der ehemaligen Östra Skånes Järnvägar nördlich des Bahnhofes Brösarp bei Maglehems ora von der Gemeindegrenze zwischen Kristianstad und Simrishamn sowie Teile der Bahnhofsbereiche in Sankt Olof und Vitaby. Vom Verkauf ausgenommen blieben Teile des Bahnhofsbereiches in Östra Vemmerlöv und Stiby sowie Gärsnäs. Im Gegenzug erwarb er Teile der Strecke Gärsnäs–Sankt Olof aus dem städtischen Besitz von Simrishamn.

## Heutiger Zustand
Skånska Järnvägar ist seit 2006 nach dem Kauf von der Gemeinde Simrishamn Eigentümer der Strecke.
Nach zwei Entgleisungen im Jahr 2008 endete der Museumsbetrieb auf der gesamten Strecke.